# Dalkarlstorp
Dalkarltorp, även kallat Daltorp, var ett torp i Talby rote i Salems socken, Stockholms län.
Torpets namn antas ha fått sitt namn efter de dalkarlar som arbetsvandrade från Dalarna för att utföra s.k. herrarbeten.
Torpet är känt från 1677. På en geometrisk karta från 1712 visas torpet och dess tillhörande ägor. Torpet benämns då Dahltorp. 
Dalkarlstorp var ett orappat tegelhus liknande det närbelägna och ännu bevarade Ängstugan. Teglet kom med all säkerhet från Vällinge tegelbruk.
Den närbelägna Dalkarlssjön har sannolikt fått sitt namn efter torpet.
Dalkarlstorp/Daltorp brann ner den 17 april 1933.
Salems hembygdsförening har satt upp en torpskylt som markerar läget för torpet.